# ستايسي درايفر
ستايسي درايفر (بالإنجليزية: Stacey Driver)‏ هو لاعب كرة قدم أمريكية أمريكي، ولد في 4 مارس 1964.